# Грисбах, Франц
Франц Грисбах (нем. Franz Griesbach; 21 декабря 1892 — 24 сентября 1984) — немецкий офицер пехоты, участник Первой и Второй мировых войн. Генерал-майор (с августа 1944 года). Кавалер Рыцарского креста с Дубовыми листьями и Мечами.
По гражданской профессии — школьный учитель начальных классов.

## Первая мировая война
Поступил добровольцем на военную службу в апреле 1914 года.
С августа 1914 года — на фронте. С декабря 1914 года — унтер-офицер, Железный крест 2-й степени. С мая 1916 года — вице-фельдфебель, с августа 1916 года — лейтенант резерва (то есть без окончания военного училища). С мая 1917 года — командир пехотной роты, в августе 1917 года — Железный крест 1-й степени.
В январе 1919 года уволен с военной службы.

## Между мировыми войнами
В 1919—1939 годах работал школьным учителем начальных классов.
С марта 1939 года (в возрасте 46 лет) — вновь на военной службе, командир роты, с июня 1939 года — в звании капитана.

## Вторая мировая война
С октября 1940 года — майор, командир запасного батальона.
С сентября 1941 года — на Восточном фронте (Украина), командир пехотного батальона. В октябре 1941 — назначен командиром пехотного полка. Награждён планками к Железным крестам обеих степеней (повторное награждение).
За бои в Крыму награждён в марте 1942 года Рыцарским крестом, с апреля 1942 года — подполковник.
После взятия Севастополя — переведён под Ленинград. С января 1943 — полковник, в мае 1943 года награждён Дубовыми листьями к Рыцарскому кресту.
15 февраля 1944 года назначен командиром 170-й пехотной дивизии, на следующий день тяжело ранен. В марте 1944 — награждён Мечами (№ 53) к Рыцарскому кресту с Дубовыми листьями.
С февраля 1944 — в командном резерве, с августа 1944 — генерал-майор.
27 апреля 1945 года взят в плен советскими войсками в госпитале.

## Награды
- Железный крест 2-го класса (22 декабря 1914)
- Железный крест 1-го класса (23 августа 1917)
- Почётный крест ветерана войны
- Пряжка к Железному кресту 2-го класса (22 октября 1941)
- Пряжка к Железному кресту 1-го класса (20 ноября 1941)
- Рыцарский крест Железного креста
  - Рыцарский крест (№ 921) (14 марта 1942)
  - Дубовые Листья (№ 242) (17 мая 1943)
  - Мечи (№ 53) (6 марта 1944)
- Медаль «За зимнюю кампанию на Востоке 1941/42»
- Щит «За Крым»
- Знак за ранение (в золоте)
- Пехотный штурмовой знак (в серебре)